# 禍霊ドットコム
『禍霊ドットコム』（まがつひドットコム）は、原作：森一生、作画：犬威ソーダによる日本のホラー漫画作品。『月刊少年ライバル』（講談社）2008年9月号において連載開始され、ちょうど一年後の2009年9月号にて終了した。
人の怨念や呪い、妖怪などの超常現象をテーマに扱った作品。ホラーの最新型、恐怖が伝染する予測不能のチェーン・ホラー。

## あらすじ
「禍霊ドットコム」と呼ばれるWebサイトには、平凡な高校生・御堂駆人の残りの寿命と、様々な人の「死の予言」が載っていた。初めは単なる悪戯だと思っていた駆人だったが、死の予言は次々と的中する。自分のため、友人のため、禍霊ドットコムの呪いを断ち切るべく駆人は行動する。

## 登場人物

### 主要人物
御堂駆人（みどう かると） / カルト
主人公。寅午学園高等部1年の男子生徒で、今時な性格の少年。15歳。本人曰く「御堂家の中では最下位」で、父親や妹の真琴に振り回されている。偶然「禍霊ドットコム」の存在を知り、その呪いを断ち切るべく行動する。
名前の由来はオカルトから。
澤城卓（さわしろ たく） / ハクタク（HACK-TAK）
自宅の部屋に引きこもる21歳の青年。天才ハッカー「ハクタク」という裏の顔を持つ。チャットで駆人と知り合ったことで「禍霊ドットコム」の存在を知り、情報分析などで協力するようになる。父が消える予言を阻止する為、自ら予言の犠牲となった。最後に禍霊ドットコムについて何か悟ったようだが、それをカルトに伝える前に消滅する。

### 事件関係者
アビスの公務員（仮称）
ショッピングモール「アビス講談」の公務員を務める厳つい中年の男性。アビスが建設される前の過去を知っている。
縁一角（えにし いっかく）
自称「蟲切り屋」。陰陽道に精通しており、携帯を御符として扱うことができる。禍霊ドットコムの存在を知っているが、「専門外」を理由に干渉しない。
ホワイトハウスの家主（仮称）
かつては資産家の一族だった女性。生家（後のホワイトハウス）に執着していた。異常なゴミ集めをしており、息子にも見放されている。本作における「ターボババア」の根源。
キャビネットの中を根城としているようだが、異様に速い動きをする・自身が放り込まれたゴミ収集車の中から腕が伸びてくるなど、もはや人間なのかどうなのか疑わしい。ゴスロリ服を着用している。
犬鳴千鶴子（いぬなき ちづこ）
とある町工場で働いていた女性従業員。母親は出産後に他界、父親は殺害事件を起こした後に自殺し、天涯孤独の身となっていたが、当時離婚していた遠縁の親戚（後の雷春寺の住職）に引き取られ幸せに暮らしていた。しかし、動物を面白半分で殺すなど、残忍な面を持ち合わせている。親戚に歪んだ愛情を持っており、彼の再婚相手の女性に執拗ないやがらせを受けさせた。早朝の工場にて、親戚に呼び出され説得を受けるが、そこで本性を現したことで突き飛ばされ、落ちた破砕機に飲み込まれて死亡。これが原因で彼女自身の怨霊が人形（ミラクル・ピッコロチャン）のパーツに宿ることになる。
木暮悟志（こぐれ さとし）
道路でボール遊びをしていた所に交通事故に遭い、市民病院に担ぎ込まれたが、後頭部にあった傷の見落とされた事で意識不明に陥り、最終的に息を引き取った。
黒崎の現状を把握しており、死ぬ寸前にカルトを介して黒崎に感謝の言葉を告げた。なお、禍霊ドットコムに予言されていない数少ない怪異である。
黒崎（くろさき）
ゆうあい市市民病院の医師。悟志の件で市民からは死神と言われ続けてきたが、悟志がありがとうと言われた事で苦痛から解放された。
謎の老人(仮称)
カルトが悟志と会う際、常にそばにいた老人。いつも懐中時計を見ており、その目は禍霊ドットコムのマークが入っている。事故に遭遇して致命傷を負った塔城駿三の近くにも出現しており、死に行く人間のそばに現れる死神のようなものと思われる。

### 禍霊ドットコムによる犠牲者
トラック運転者（仮称）
駆人がまだ閲覧者ではなかった頃の犠牲者。駆人と愛利の目の前で事故を起こし、何故か脱出できず車ごと燃え死亡。
清瀬愛利（きよせ あいり）
過去に駆人と同じ中学に通っていた少女。元々は太った外見で、中学ではイジメにあい引きこもりとなっていた（家は裕福であるため、同級生から陰で「箱入り娘」と称されていた）が、禍霊ドットコムの力を借り美しい姿となる。駆人と交際を開始するが、禍霊ドットコムの呪いにより徐々に異様なほどやせ細っていき、ストーカーじみたメールを送ってくるようになる。最後は捕まれただけで骨が砕けるほどになってしまう。
命のカウンターが残りわずかになりカルトの前に現れるが、狂笑を上げながら去っていき、駅前のロッカーの中に納まった状態で死亡。禍霊ドットコムの予言は「アオイヘヤ013」で、これは彼女が死んでいたロッカーを示す。カルトはロッカーには自分で入ったものと推測している（どう鍵をかけたのかは不明）。
カルトと違い、禍霊ドットコムの見せる予言を止めようとはせず楽しんで見ていた模様。
川島忍（かわしま しのぶ）
通称ノブ、隊長。駆人の良き友人であったが、駆人と共に禍霊ドットコムの予言を調査中、日の出ストア跡地に続く現実に存在しない扉を開けてしまい、呪いによって霊界に閉じ込められ永久に彷徨うこととなった。禍霊ドットコムの予言は「トドカヌサケビ」。これは事件後に禍霊ドットコムに掲載された、霊界の日の出ストアで炎にさらされながら叫んでいるノブの様子を写した写真を示しているようである。
なお、何故か事件前の時点で電車からもはや存在していない日の出ストアとそこで助けを求める人たちが見えていた。他にも跡地から流れ出る焦げ臭さや日の出ストアに通じるドアに気づくなど、取り込まれる以前から既に同調してしまっていた模様（きっかけは不明）。
小松崎ハル（こまつざき はる）
路上でインディーズ活動を続けている売れないミュージシャンの少女。大阪弁を話す。有名なミュージシャンになれず、自分の歌が世間に理解されないことから、世間に対して恨みを持つようになる。
ある日、ネットオークションで手に入れた中古の音楽プレイヤーに残されたWAVファイルを元にして一曲の歌を作る。この歌をWAVファイルの音と合わせて路上で披露した所、途中で警備員の介入で中止となってしまうもアンコールを求められるほど絶賛される。しかし、その歌を聴いたものの多くは明らかに異様な力で自殺を敢行するという行動に出るようになってしまう。
予言に従ってその事件を訪れていたカルトはハルと接触、音楽プレイヤーを預かることに成功。また、プレイヤーの出品者に会ったことで残されていたWAVファイルが、新宿や池袋などに流れる音を録音した「街の音」そのものだと知る。人を殺す呪いの歌は街に宿った悪意がベースとなっていたことに、カルトは戦慄する。
音楽プレイヤーを失って呪いの歌を歌えなくなったハルだったが、それでも呪いからは解放されず寝床で虚ろな目で口ずさんでいた。さらに呪いの歌の演奏を記録したビデオカメラ（警備員に押収されていた）が返ってきたことで、再び呪いの歌に取り憑かれてしまう。そして、呪いの歌に対して異様な愛着を示すようになり、動画投稿サイトにアップロードしようとしてしまう。間一髪でカルトの介入によって企みは阻止されるが、それでもなおメロディが頭を駆け巡るという状況にハルは発狂し、シャーペンで自分の耳を貫き続けるという凶行に走ってしまう。
禍霊ドットコムの予言は「にわかあメ」で、これはビルの上から降ってきた自殺者たちを示す。また、ハルの発狂後に表示された禍霊ドットコムにはハルが作った歌詞が載っており、その末尾を繋げると「皆死ね」となっていた。即ち、呪いの歌とは音楽プレイヤーに記録されていた悪意とハルの恨みが組み合わさって出来たものだったのだ。
御堂真琴（みどう まこと）
駆人の妹。おしゃまで生意気な性格。蟲により殺されそうになるも、駆人（と一角）により助けられる。作中での最初の生還者。ハクタクに対して一目見ただけで好意を抱く。
権田原清志（ごんだわら きよし）
ゴミ問題対策課長。少年時代に家族を亡くした過去を持つ。食事抜きで長時間掃除をさせたりするものの、性格は真面目で善人である。ホワイトハウスのゴミを片付けが終りキャビネットをゴミ収集車に捨てようとした所、キャビネットの中に家主が居ると気づいた駆人に制止され、緊急停止が効かないために力ずくで止めようとするも、中から伸びてきた家主らしき手に掴まり引きずり込まれてしまい、予言通り怪物(のように見えるゴミ収集車)の餌食となった。
マキナ
911名の会員数を誇るチャットと掲示板中心の女子限定サイトの管理人で、人体発火の超能力を持つ少女。なお、サイト会員は同様に人体発火能力者である。本名は不明。
犯罪者の写真を掲載することでその人物を監視カメラなどで追跡し、その画像に向けて会員の人体発火能力を一点集中させることで発火殺人を行っていた。駆人を人体発火で葬ろうと企むが、ユイに阻止された事で裏切られたと感じ、ユイを葬ろうとサイトに彼女の写真を掲載する。最後はユイの抵抗によってユイと一緒に自分も監視カメラに映ってしまい、会員たちがマキナの顔を知らなかったために自身にも人体発火が発生、自業自得の最期を遂げた。
禍霊ドットコムの予言は彼女たちの能力およびサイトを示す「かミノめ」。
ユイ / 鳴沢結（なるさわ ゆい）
人体発火事件に加担している少女。無実の人間を殺してしまった事に罪悪感を抱き、人体発火で殺される寸前に追いつめられた駆人を救出するが、マキナに感付かれ新たなターゲットにされてしまう。最後は駆人を守るために自らの命を犠牲にし、マキナと共に灰燼と化した。
誰かとずっと一緒にいたいという願望を持っており、死の寸前にそれはマキナを相手にして叶えられた(マキナの意志は無視して)。彼女のマフラーは骨すら焼き尽くす炎の中でも焼けることなく、｢横断歩道｣の標識にがっちり巻きついていた。
禍霊ドットコムの予言は「かミノめ」。
白鳥みづき（しらとり みづき）
寅午学園高等部の美術講師で、男子生徒に人気がある美人教師。趣味は革工芸とフリーマーケット巡り。偶然ミラクル・ピッコロチャンを見つけ購入したで怪異に巻き込まれることになる。最後は意識不明の重体となり、犬鳴千鶴子の怨霊の依り代となってしまった。
雷春寺の住職（仮称）
かつて千鶴子がいた工場の社長で、千鶴子の義理の父親。千鶴子の死と、千鶴子の遺体が練りこまれた人形による怪異が起きた事を機に仏の道に歩んでいた。最後は千鶴子の怨霊が宿った人形に殺される。
清瀬貴弘（きよせ たかひろ）
愛利の5つ年上の兄。愛利の死の真相を知るため、パソコンの日記を読んだ事で禍霊ドットコムへの興味を抱くようになる。禍霊ドットコムを探るカルトが訪れたチャットで3つのHNを使って3人いるように偽り、禍霊ドットコムの閲覧者となるべく偽の禍霊ドットコムで駆人を死に追いやろうとしたが、ハクタクに阻止され失敗。最後に本物の禍霊ドットコムへの怒りを買い、彼の望み通り(命のカウンターが尽きる寸前の)禍霊ドットコム閲覧者となり、命のカウンターが尽きるとともにフックに釣られ死亡。
塔城駿三（あららぎ しゅんぞう）
ゆうあい市の市長。市民病院の跡地に、20年越しの計画で総工費1200億円を投じたランドマークを建設しようと目論むが、移動中にトラックに接触し、金属パイプが喉に刺さり死亡。それまでの悪行ゆえか即死せずに死の恐怖におびえながら時間をかけて死んだ模様。なお、時間的な問題のせいか、カルトはこの予言に対して何のアクションもできなかった。
麻由・アルトマン
駆人の親友でバイオリンの天才少女。2～3年前には海外留学から帰国して、プロの音楽活動をしていた。実は首の所に胎児内胎児のユマがいる。
秘密を知ろうとした駆人を殺そうとしたが、麻由の人格が戻り、自殺を計り駆人に助けられるも、その事が原因で怒りを爆発させたユマに乗っ取られてしまった。彼女の意識は消えたわけではなく、ユマと同じようにできものの中に封じられ、ほとんど体を動かすことすらできなくなっている(ユマの隙を突いてかろうじて動かしたりはできる模様)。
禍霊ドットコムの予言は彼女が自殺を図った地下鉄の駅を示す「H-17」。また、鏡写しにした彼女の2枚の写真が掲載されており、ユマに乗っ取られた後は一方が消滅していた。
少年A（仮称）
護国寺学園中学2年。「あの有名人の息子」だが、その事に嫌気を刺していた。「自分」を「自分」と認めてくれた祖父が病死した事で、プログ放火魔となってしまう。クリスマスの1ヶ月前に謎の青いICパスを入手し、名もなき者どもだけの地下基地を見つけ、そこで憂さ晴らしをしていた。駆人に嗅ぎつけられてしまうも、その日にサンタの格好をした初老の男性を助け、トモコの鈴をプレゼントされクリスマスパーティーに誘われる。しかし、結局は変わることはできず、クリスマスイヴに駆人達がカラオケをやっていたステーションタワーに嘘の犯罪予告をし人々を混乱に陥らせたが、またしても駆人に嗅ぎつけられてしまい逃走。その際青いICパスが壊れてしまい、最後は自身も「名もなき者ども」と化して地下をさ迷い歩くこととなる。
澤城映二郎（さわしろ えいじろう）
ハクタクの父で、TVサクラの編集局長。禍霊ドットコムにまつわるビデオの収録に立ち会った5人の内の1人。
4人の仲間が呪いのビデオを見て神隠しにあってしまい、自身も義務感から呪いのビデオを見てしまう。しかし、そのことを察知したハクタクにより、ほんのわずかな時間だが先にハクタクが見た事によってハクタクが身代わりとなり、神隠しに逢わずに済んだ。ただし、背中に異様な数の手跡や引っかき傷が残っていた。
ビデオの内容については、｢見ることは見たがよく分からなかった｣といっており、結局禍霊ドットコムについての情報は入手できなかった。
作中では2人目にして最後の生存者であるが、結局ハクタクが死亡しているので完全に覆せてはいない。
禍霊ドットコムの予言はビデオが納められた場所を示す「あアかいブ6624」と対象を示す「5ばンめのしチようしャ」

### その他
流阪三成（ながれさか みつなり）
駆人の男友達。本名を音読みにすると「三代目な天下の大泥棒」になる。
寅午エンジェルズ
関谷トモコ（せきや ともこ）
駆人の女友達。メガネをかけている。
木常鈴子（きつね りんこ）
駆人の女友達。キツネ顔。
小森小鳩（こもり こばと）
駆人の女友達。3人の中で幼く見え、カチューシャを付けている。

## 用語解説
禍霊ドットコム
呪いの予言サイト。閲覧者となれるのは一人だけのようであり、現在の閲覧者はカルトである。
命のカウンターというものがあり、秒単位で減少していき、これが0になると怪死を遂げる模様。カルトが閲覧者となったときの残量は180日。なお、一時的に清瀬貴弘に閲覧権限が移った後も、リセットはされなかった。
様々な不幸の予言を行うが、その大半は元々周囲に根付いているものであり、禍霊ドットコムが直接関わる件は少ない。ただし、その正体に近づこうとするものは容赦なく殺される。
アビス講談（あびすこうだん）
平成元年に完成した大規模ショッピングモール。建設される前は大火災で崩壊した「日の出ストア（ひのですとあ）」（通称「煙突ビル」）の跡地だった。
かつて日の出ストアで火災が発生し、多くの人が屋上に逃げるも救出されずに死んだ呪いにより、その土地に建てた全ての建物に災厄が起こるようになってしまっている。そのため、アビス講談は日の出ストア跡地をぽっかり避けて建てられている。なお、ノブが開けてしまった扉は最上階のトイレの個室内にあったが、カルトが見に行った時には消滅していた（そもそも跡地への入口は一階にあるスタッフルームにしかない）。
蟲（むし）
人の体内に寄生し増殖する「陰の存在」。寄生された人間は水場を求め、過剰な防衛反応から「突発的な暴力行為」におよぶ（キレる）ようになってしまう。「疳の虫」とも称される。
真琴に取り付いていた蟲とその元は退治されたが、まだ世間に潜んでいるようである。
ホワイトハウス
6丁目にあるゴミ屋敷の通称。「そこに関わった者は死ぬ」という噂がある。権田原清志を含む、歴代のゴミ問題対策課長が片付けの中心人物として関わったことで怪死を遂げている。
ミラクル・ピッコロチャン
かつて販売されていたレコード盤入り人形。レアなアンティークにあたる商品らしい。
｢私、ピッコロちゃん｣｢撫で撫でして｣｢気持ちいい｣というボイスが流れるようになっているようだが、千鶴子が操ったときはその言葉がぶつ切りになり｢殺していい？｣と喋っていた。
千鶴子が練りこまれた人形は親しかった人間に手渡されたが、その全てが不幸な目にあっている。
名もなき者ども
誰からも名前を呼ばれることがなくなった、あらゆる絆を失ったものの成れの果て。ゴム質のような体に穴のような目と口を持つ異形の人間。殴られようが何しようが地下基地で延々うろうろしており、思考能力があるのかは不明。
少年Aは青いパスを使った先で乗り込んだ電車の中で、皮がはがれるように変容していった。
この姿になると、あらゆるものから存在が忘れられ、本人すら自分の名前が分からなくなる。
鉄道会社の上層部はその存在を把握しており、社員に気にしないように言い含めているようである。

## 単行本
1. 2009年1月5日発売 ISBN 978-4063800272[2]
2. 2009年6月4日発売 ISBN 978-4063800470[3]
3. 2009年9月4日発売 ISBN 978-4063800685[4]